# 938
| Calendário gregoriano                                                        | 938 CMXXXVIII                                         |
| Ab urbe condita                                                              | 1691                                                  |
| Calendário arménio                                                           | 387 – 388                                             |
| Calendário bahá'í                                                            | -906 – -905                                           |
| Calendário budista                                                           | 1482                                                  |
| Calendário chinês                                                            | 3634 – 3635 Início a 3 de fevereiro (aproximadamente) |
| Calendário copta                                                             | 654 – 655                                             |
| Calendário etíope                                                            | 930 – 931                                             |
| Calendários hindus - Vikram Samvat - Calendário nacional indiano - Cáli Iuga | 993 – 994 859 – 860 4038 – 4039                       |
| Calendário Holoceno                                                          | 10938                                                 |
| Calendário islâmico                                                          | 326 – 327                                             |
| Calendário judaico                                                           | 4698 – 4699                                           |
| Calendário persa                                                             | 316 – 317                                             |
| Calendário rúnico                                                            | 1188                                                  |
| Calendário solar tailandês                                                   | 1481                                                  |

938 (CMXXXVIII, na numeração romana) foi um ano comum do século X do Calendário Juliano, da Era de Cristo, teve início numa segunda-feira e terminou também numa segunda-feira e a sua letra dominical foi G (52 semanas).
No território que viria a ser o reino de Portugal estava em vigor a Era de César que já contava 976 anos.
| Ano completo                         |
| ------------------------------------ |
| Ano comum com início à segunda-feira |

## Eventos
- Primeiro documento em que o termo «Portugal» aparece em vez do termo «Portucal», referindo-se à região.

## Nascimentos
- Hugo Capeto, rei dos Francos (m.996).
- Bertrando II de Gevaudan, conde da Provença m. 1038.
- Abu Amir Maomé ibne Abedalá ibne Abi Amir, m. 1002, foi um governador de Alandalus.